# 普莱德公园球场
派迪公園球場，是位於英格蘭東米德蘭茲德比郡最大城市德比外圍「派迪公園商業園」（Pride Park business park）的全坐席足球運動場，現時是德比郡足球俱乐部的主場球場，自球場於1997年開幕時由壘球場球場（Baseball Ground）遷進。球場可容33,597名觀眾，派迪公園球場按容量計是英格蘭第16大的球場，全英國則排名第20位，而全歐洲計排名第121位。
派迪公園球場至今只曾在新溫布萊球場興建期間主辦一場英格蘭的國際賽，並曾主辦多場英格蘭U21的主場賽事，及由巴西對烏克蘭的國際友誼賽。而球場由打比郡進行競爭性足球賽最高入場人數紀錄為33,378名觀眾，於2000年3月18日一場對利物浦的英超賽事創出。

## 歷史

### 起源
在搬遷到派迪公園球場前，打比郡以自1895年已開始使用的壘球場球場（Baseball Ground）作為主場基地。雖然球場在高峰期可容40,000名觀眾，最高入場人數紀錄達41,826人，於1969年一場對的賽事創出，但因1989年「希斯堡慘劇」後發表的「泰萊報告書」（Taylor Report）要求全英國的足球場在1994/95年球季前改建為全坐席，將球場的容量在1990年代縮減到僅可容17,500名觀眾，不足以應付這支在次級聯賽爭取升班的球隊所需。加上球場的木構建築，在1985年發生「巴拉福特球場火災」（Bradford City stadium fire）後被視為不安全。原本計劃花費1,000萬英鎊將壘球場球場擴建為26,000座，但最終在1996年2月21日在壘球場球場對盧頓賽前，打比郡宣佈決定搬遷到新球場，選址位於重建的派迪公園商業園（Pride Park business park），秏資1,600萬英鎊興建專用球場，預計在1997/98年球季前完成。
球會向「打吡市議會」（Derby City Council）支付180萬英鎊地價，而球會的四名董事碧格寧（Lionel Pickering）、葛士比（Peter Gadsby）、韋伯（Stuart Webb）及卻克蘭（John Kirkland）各出資250萬英鎊組成一攬子交易支付新球場上蓋。新球場以於1995年啟用的河畔球場作為藍本，但對原本設計作出超過30項修改。新球場初時有意稱為「新壘球場球場」（The New Baseball Ground），但最後決定命名「派迪公園球場」（The Pride Park Stadium）。

### 興建

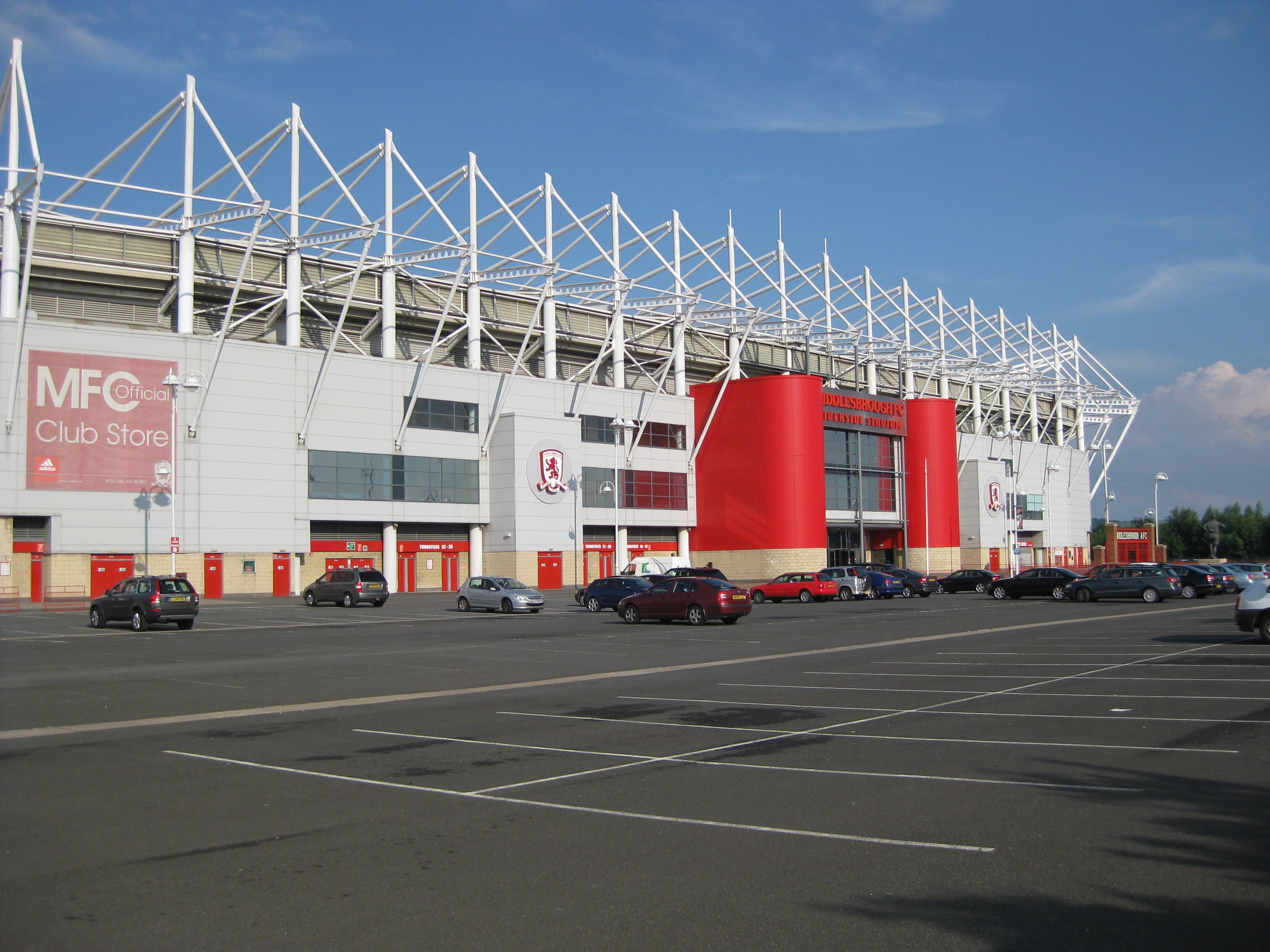
作為藍本的河畔球場與派迪公園球場外觀十分相似

選用與相同的「米勒建築事務所」（The Miller Partnership），打比郡的計畫主要根據河畔球場的興建模式，首階段先建築分離的主看台，再完成其餘三面成馬蹄形的相連的看台，稍後再封閉兩邊角落加置座位，甚或在馬蹄形三面看台加建上層擴展容量。
碧格寧於1995年11月為新球場進行奠基，平整工地後，於1996年9月開始施工，首先插入超過1,000條預制混凝土樁柱，其後再加上6,500噸混凝土及超過2,100噸鋼結構興建上蓋，球場逐漸成形。1996年冬季異常嚴寒的天氣阻礙工程進度，但由於確定由英女王主持揭幕，是女王首次為新足球場揭幕，工人不得不加班趕工，務求如期完成。球場草坪長105米闊68米，合符國際球場的規定，比舊壘球場球場的草坪長5碼及闊4碼，草坪同時設有3米闊的草地邊沿。

### 揭幕
1997年7月18日英女王在30,000名觀眾前為派迪公園球場主持揭幕。當時主看台與馬蹄形三面看台之間的西南角落已完工，全部設置行政廂房。由於潛在的機構客戶對行政廂房的需求甚大，碧格寧按下董事會的意願，將主看台上下層之間的行政廂房增加到整個看台的長度，使建築費激增至2,200萬英鎊。開幕日另一面角落的工程尚未完工，王夫菲臘親王打趣問工程經理羅斯·禾達斯（Ross Walters）：『你是否收到工程費？』
揭幕典禮的序曲於兩週後的8月4日展開，派迪公園球場舉行首場足球賽事，由打比郡對意甲的，結果僅負0-1，文森佐·蒙特拉射入唯一的入球。入場球迷達到29,041人，是打比郡近20年最高的主場觀眾紀錄。這場賽事成為日後在派迪公園球場舉行對歐陸球隊進行季前熱身賽的傳統，繼後來訪的還有（兩次）、莫斯科中央陸軍、及馬略卡。
派迪公園球場原本編排的首場競爭性賽事是1997年8月13日的週中對溫布頓的夜賽，當戰至下半場11分鐘時球場的電力系統突然失靈，經過半小時搶修後仍然未能恢復照明，首次擔任英超球證的蘭尼（Uriah Rennie）嗚笛腰斬賽事，當時的紀錄是打比郡領先2-1，艾殊利·獲特（Ashley Ward）頂入首個入球，惟並不列作正式紀錄。當球證宣佈腰斬後3分鐘，電力才恢復正常，球場一片光明，靜候的24,571名球迷才從同時恢復的廣播系統得悉賽事已經中止。新球場正式完成的首場競爭性賽事是8月30日舉行，打比郡以1-0擊敗，有27,232名觀眾進場，義大利外援斯特凡諾·埃拉尼奥（Stefano Eranio）射入十二碼成為正式首名入球的球員。
派迪公園球場其後進行加建將容量增加至33,597人，最後的總費用達到2,800萬英鎊。

### 業權事件

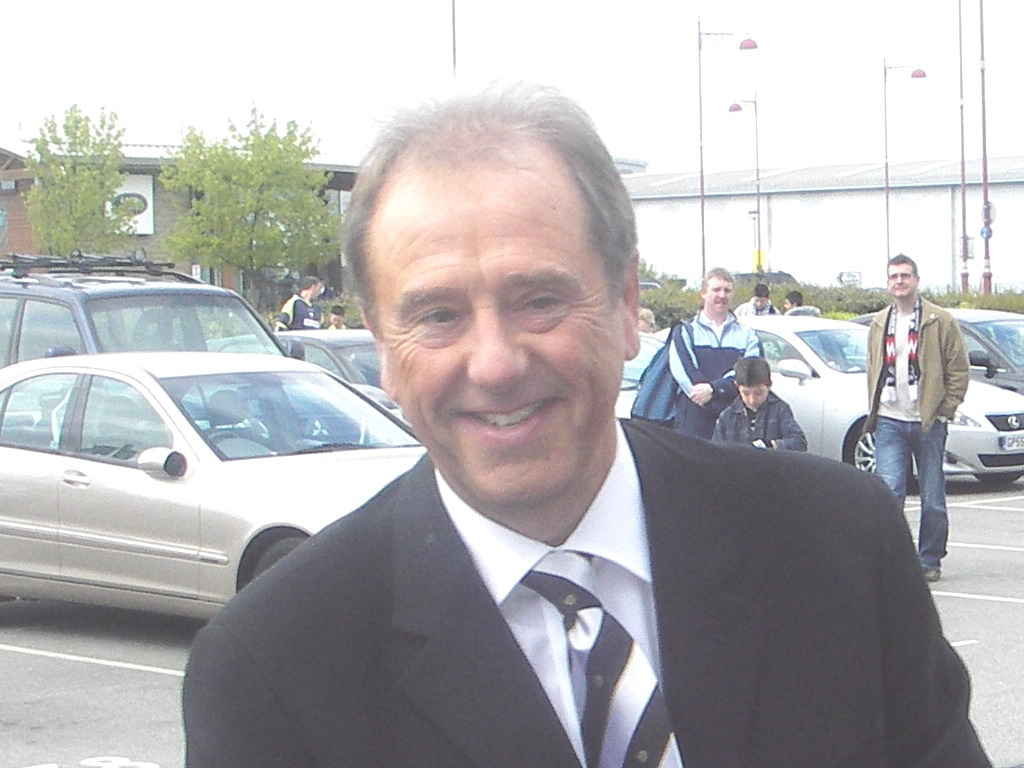
領導「紳士同盟」的葛士比

雖然興建派迪公園球場的資金經過小心的策劃，並沒有觸及預留給球隊發展的經費，但當打吡郡在2002年從英超降班後，卻引發財務危機，最後更被「合作銀行」（The Co-operative Bank）暫時接管，隨即以每人1英鎊的代價由斯莱特霍姆（John Sleightholme）、基夫（Jeremy Keith）及哈丁（Steve Harding）組成新董事會。但財務狀況持續惡化，債務狂飆至3,000萬英鎊，加上實施一項不得人心的再融資計劃，將派迪公園球場賣給「神秘」的巴拿馬「ABC公司」（ABC Corporation），而球會需要付出每年100萬英鎊的租金繼續使用球場。被戲稱為「三友」（The Three Amigos）的三人董事會在球迷壓力下宣佈賣盤，於2006年4月將股權出售給由前董事會成員葛士比（Peter Gadsby）牽頭被稱為「紳士同盟」（The League of Gentlemen）的本地商人組成財團。財團注資2,000萬英鎊，將派迪公園球場的業權從「ABC公司」手上再交回給打吡郡。
三年後，前打吡郡足球總監麥凱（Murdo Mackay）、董事基夫及財務總監麥肯齊（Andrew McKenzie）被控從球會收取價值440,625英鎊的秘密佣金，罪成三人合共被判處監禁7年半。直到2009年8月，球會仍欠1,500萬英鎊派迪公園球場的按揭貸款，其後透露貸款於2016年到期償還。

### 重建派迪廣場及擴建球場
在2006年到2007年的球季其間，德比郡獲得了晉升而在五年後回到英超，該隊並釋出了一份對球場附近地區計畫中的2000萬英鎊開發計畫，包含一棟165床的旅館、酒吧、餐廳和辦公空間，給普萊德公園球場工商業園區的業主一個地方服務中心。三個以球隊著名人物命名的廣場也將設於此——一直是最重要得分隊員的史蒂夫·布盧默（Steve Bloomer）、俱樂部最偉大的經理布萊恩·克勞夫（Brian Clough）以及在2006年去世的前董事碧格寧（Lionel Pickering）。俱樂部堅持不會從隊裡拿錢去支付建設支出。在2007年11月9日，德比市議會同意進行這項計畫。隨著2006年－2007年球季時晉升至英超聯賽，俱樂部宣布如果他們成功護級的話，就要為了2008年－2009年球季擴充球場的容納人數至44000人。這計畫包含增加北面、南面的數排座位以及東面的看臺，這會讓球隊打破觀賞人次的紀錄。然而，俱樂部沒能成功保住他們成功的狀態，在2008年1月俱樂部被賣給美國的 General Sports and Entertainment，重建廣場和球場擴建雙雙被取消。

### 冠名
2013年11月13日宣佈與運動飲料「iPro Sport」達成價值700萬英鎊的10年球場冠名贊助協議，於12月7日主場迎戰黑池將公園球場（Pride Park Stadium）正式命名「iPro體育場」（iPro Stadium）。

## 外部連結
- 派迪公園球場官方網站 （页面存档备份，存于）
- footballgroundguide.com:Derby County